# Noja
Noja település Spanyolországban, Kantábria autonóm közösségben. Noja Arnuero, Argoños és Santoña községekkel határos. Lakosainak száma 2700 fő (2024).

## Népesség
A település népessége az elmúlt években az alábbi módon változott:
| Lakosok száma | 2073 | 2218 | 2425 | 2635 | 2653 | 2551 | 2553 | 2556 | 2664 | 2700 |
|               | 2001 | 2004 | 2007 | 2009 | 2012 | 2014 | 2017 | 2019 | 2022 | 2024 |